# Balbuceo
El balbuceo es una etapa de la infancia y un estado en el lenguaje, donde generalmente lo producen los infantes. Consiste de sonidos articulatorios producidos para experimentar, pero, el infante todavía no pronuncia alguna palabra. El balbuceo comienza normalmente después del nacimiento del bebé, progresando por varias etapas como el repertorio del bebé de sonidos expandiéndose y vocalizaciones cada vez más parecidas al habla normal. A partir de los 12 meses de edad, los infantes empiezan a decir algunas palabras, aunque todavía el infante producirá balbuceo por un tiempo más. El balbuceo podría ser el principio del habla del bebé, o, una experimentación vocálica. Las estructuras físicas del balbuceo aún estarán en el primer año de edad del infante.

## Etapas
- Del nacimiento al primer mes, los bebés lloran para pedir ayuda.
- Alrededor del segundo mes, los bebés pueden distiguir entre el balbuceo y el habla.
- Al tercer mes, los bebés producirán sonidos alargados de vocales, como, por ejemplo, aaaa u oooo.
- En el cuarto mes, probablemente, los bebés imitarán el habla normal.
- Cuando el bebé tiene 5 meses, todavía experimentará con balbuceo.
- A mitad del primer año del bebé (6 meses), el infante variará el volumen de su balbuceo.
- A los siete meses, los bebés producirán su balbuceo con un solo respiro.
- Al octavo mes, los bebés podrán repetir vocales enfatizadas.
- Al 9no hasta 10mo mes, los bebés podrán imitar los sonidos del habla humana, como del balbuceo de otros infantes.
- Undécimo mes cumplido, los bebés podrán imitar rimas.
- Finalmente, al primer año cumplido (12 meses), los bebés tendrán una o más palabras incluidas dentro de su vocabulario.